# Sunset Trail (film 1939)
Sunset Trail è un film del 1939 diretto da Lesley Selander.
È un western statunitense con William Boyd, George 'Gabby' Hayes e Russell Hayden. Fa parte della serie di film western incentrati sul personaggio di Hopalong Cassidy (interpretato da Boyd) creato nel 1904 dallo scrittore Clarence E. Mulford.

## Produzione
Il film, diretto da Lesley Selander su una sceneggiatura di Norman Houston, fu prodotto da Harry Sherman tramite la Harry Sherman Productions e girato a Kernville, in California, da metà luglio 1938. Il titolo di lavorazione fu Silver Trail Patrol. Il brano della colonna sonora A Cowgirl Dreams On fu composto da Stanley Cowan e Bobby Worth.

## Distribuzione
Il film fu distribuito negli Stati Uniti dal 24 febbraio 1939 al cinema dalla Paramount Pictures.
Altre distribuzioni:
- in Finlandia il 30 aprile 1939 (Rosvojen voittaja)
- negli Stati Uniti il 25 novembre 1947 (redistribuzione)
- in Germania Ovest il 24 novembre 1950 (Gentleman-Cowboy)
- in Brasile (O Tolo Esperto)
- in Danimarca (Den uovervindelige)